# 朱爾基夫
48°38′0″N 25°12′0″E / 48.63333°N 25.20000°E
朱爾基夫（烏克蘭語：Джурків），是烏克蘭的村落，位於該國西部伊萬諾-弗蘭科夫斯克州，由科洛梅亞區負責管轄，始建於1398年，面積19.83平方公里，2001年人口1,325，人口密度每平方公里66.8人。